# Strânsul nepoatelor
Strânsul nepoatelor este un film românesc din 1973 regizat de Paula Popescu-Doreanu.